# Hans Tollsten
Hans Gunnar Tollsten, född 1 juli 1930 i Stora Tuna församling i Borlänge, död där 24 juni 1994, var en svensk målare, tecknare och grafiker.
Han var son till Karl Simon Tollsten och Maria Bergström. Tollsten arbetade som industriarbetare vid Kvarnsvedens pappersbruk fram till 1965 innan han övergick till konsten. Som konstnär var han autodidakt och väckte en stor uppmärksamhet när han debuterade med målningar som visade arbetsmiljön på större industrier. Tillsammans med Sigge Rosén ställde han ut i Falun och Borlänge i början av 1960-talet och ställde senare ut separat i båda dessa städer. Han medverkade regelbundet sedan slutet av 1950-talet i Dalarnas konstförenings höstutställningar i Falun och Borlänge-Tunabygdens konstförenings vårsalonger i Borlänge. Han medverkade några gånger i Nationalmuseums Unga tecknare samt olika utställningar av provinsiell konst. Som illustratör medverkade han i Skogsindustriarbetartidskriften SIA. Tollsten är representerad vid Dalarnas museum, Borlänge kommun, Falu kommun, Kopparbergs läns landsting och med ett stort antal målningar vid Stora Kopparberg.